# بیرینجی عرب‌جبیرلی
بیرینجی عرب‌جبیرلی (به لاتین: Birinci Ərəbcəbirli) یک منطقه مسکونی در جمهوری آذربایجان است که در شهرستان گوی‌چای واقع شده است. این روستا ۲۹۶۰ نفر جمعیت دارد.